# Mutalau
Mutalau és un dels catorze municipis de Niue. La seva població al cens de 2022 era de 77 habitants, per sota dels 98 del 2017.

## Història
Anteriorment, Mutalau era conegut com Ululauta o Matahefonua. Ululauta i Matahefonua signifiquen "cap de la terra". El nom "Mutalau Ululauta Matahefonua" és adoptat pel poble Mutalau a Auckland, Nova Zelanda com a nom per al seu trust anomenat Mutalau Ululauta Matahefonua Trust (MUMT). Mutalau té una sala d'actes anomenada Salim Hall, que porta el nom del cap del Comitè de Descolonització de les Nacions Unides que va venir a Niue a principis dels anys setanta per reunir-se amb els niueans i discutir el full de ruta cap a l'autogovern.
El 1864, Mutalau va ser catalogat com un dels cinc principals pobles de Niue i acollia una missió religiosa i un mestre de samoà. El 1863 o 1864 el poble va ser asaltat per un vaixell d'esclaus peruà, i molts homes van ser segrestats i portats a Callao.
L'any 1915 un cicló tropical va fer volar el sostre de l'església. L'any 1941, un altre cicló va destruir les escoles del govern i la missió, així com vint cases.

### Cronologia
- 1846 - Nukai Peniamina va desembarcar a Uluvehi amb l'ajuda de Toimata Fakafitienua.

## Geografia
Mutalau és el municipi més septentrional de Niue. El seu territori limita amb Alofi, Hikutavake, Lakepa, Makefu, Toi i Tuapa .

## Economia

### Agricultura
El poble té 12.331 vinyes de vainilla a data de juliol de 2008, que representa al voltant del 33 per cent del total de Niue.

### Turisme
El Mutalau Village Fiafia Night va ser dissenyat i preparat per al servei el 25 de juliol de 2009. Es tracta d'una vetllada/nit especial de visites, cultura i cuina per als turistes.

## Cultura
Mutalau té dos principals esdeveniments que se celebren cada any, un és el Dia de la Marina de Mutalau que se celebra cada aniversari de la reina, en què se celebra la competició de pesca i la venda de menjar al parc Uluvehi. L'altre és el Mutalau Show Day, que se celebra l'últim dissabte d'octubre per commemorar i celebrar l'arribada de l'evangeli a Niue, fet que va passar a Uluvehi el 26 d'octubre de 1846, portat a Peniamina amb l'ajuda de Toimata Fakafitifonua.

## Administració

### Comitè Territorial de Mutalau
- President: Frank Sioneholo
- Vicepresident: Maka Ioane
- Membres: Bill Vakaafi Motufoou MP, Sifa Ioane, Toni Kalauni Snr, Sam Tutogia Makatogia, vacant
- Secretari: vacant

El Consell Municipal de Mutalau (MVC, per les seves sigles en anglès) és molt actiu en la promoció i implementació de projectes de desenvolupament comunitari. L'any 1996, es va fer un taller en el Consell Municipal de Mutalau centrat en el Disseny i Desenvolupament de Projectes Comunitaris; del finançament se'n va fer càrrec NZAID. Com a resultat d'aquesta jornada va ser la formulació de diferents projectes, que inclouen
- Camp esportiu de Kofekofe
- Eco-tourisme
- Canal Marí d'Uluvehi.

Actualment, el MVC està implementant dos projectes finançats per la Unió Europea. El projecte d'eco-turisme se centra en el desenvolupament d'un edifici d'oci, camins per caminar i accessos a coves i esculls al voltant de les zones costaneres d'Uluvehi. El projecte Mutalau Coconut Oil se centra en la producció d'oli de coco per la cura de la pell i posteriorment per a biocombustibles.

## Personalitats
A Mutalau hi van néixer alguns destacats niueans, que també s'han convertit en destacats ciutadans de Nova Zelanda. Pauly Fuemana, l'home darrere de la cançó <i>How bizarre</i>, el primer èxit de Nova Zelanda a encapçalar les llistes de música de molts països. El seu pare, niueà de pura sang, és de Mutalau. Che Fu també és un altre artista popular de Nova Zelanda d'ascendència niueana, el seu pare Tigilau Ness és niueà de tota la vida, fill de Mutalau.

## Relacions internacionals
Mutalau té un grup virtual en línia, "Cyber Muta", que s'utilitza per compartir i intercanviar informació (notícies, opinions, informes, imatges, avisos familiars) amb persones Mutalau que viuen a diferents llocs del món, com ara Niue, Nova Zelanda, Austràlia, EUA, etc. Hi ha un grup de Mutalau a Auckland anomenat Mutalau Ululauta Matahefonua Trust MUMT i Sons and Daughters of Mutalau a Austràlia SADOMIA amb seu a Sydney, i un altre grup a Brisbane. Aquests col·lectius participen activament en la recaptació de fons, aportant articles i oferint patrocinis, especialment per a la recuperació del poble del cicló Heta, les Jornades marines i les Jornades d'espectacles.
Els països i agències internacionals que han ajudat a Mutalau en el desenvolupament de projectes es mostren a continuació. La gent de Mutalau agraeix la seva amable assistència i reclamen la seva ajuda per a més projectes de desenvolupament i per a contribuir encara més en el desenvolupament social i econòmic.
- Unió Europea - projecte Coconut Oil, infraestructura d'oci d'Uluvehi
- Austràlia - infraestructura de lavabos a la sala d'actes de Salim
- Nova Zelanda - reconstrucció de carreteres i rampes d'accés al mar a Uluvehi, placa per al parc d'Uluvehi, Vanilla Project (projecte nacional)
- UNCCD - projecte de gestió sostenible de la terra, granja de Mutalau